# Scogli Pettini (Zara)
Gli scogli Pettini o Pettini di Selve (in croato Silbanski grebeni) sono tre isolotti disabitati della Croazia, situati tra l'isola di Premuda e quella di Selve.
Amministrativamente appartengono al comune di Zara, nella regione zaratina.

## Geografia
Gli scogli Pettini si trovano nella parte meridionale del canale di Selve (Silbanski kanal), a metà strada tra Premuda e Selve. Dalla prima distano circa 3,33 km, dalla seconda circa 2,6 km. Nel punto più ravvicinato, punta Darchio (Artić) nel comune di Brevilacqua, distano invece 32,2 km dalla terraferma. I tre formano una piccola catena della lunghezza di 2,8 km orientata in direzione nordovest-sudest e raggiungono un'elevazione massima di 58 m s.l.m. sul Pettine di Mezzo.

### Gli isolotti
- Pettine Superiore[1] o Pettine di Ponente[4] (Zapadni greben) è l'isolotto più settentrionale del gruppo. Di forma allungata, misura 960 m[15] di lunghezza e 180 m[16] di larghezza massima. Ha una superficie di 0,1357 km²[5][17] e uno sviluppo costiero di 2,074 km[5][17]. Nella parte meridionale, raggiunge un'elevazione massima di 48,2 m s.l.m.[8]. All'estremità settentrionale si trova un faro[8].
(44°19′45″N 14°41′44″E)
- Pettine di Mezzo[1][4] (Srednji greben) è l'isolotto centrale e il minore per area del gruppo, ma quello con l'altezza maggiore. Di forma più tozza rispetto agli altri due, misura 585 m[18] di lunghezza e 210 m[19] di larghezza massima. Ha una superficie di 0,0822 km²[5][20] e uno sviluppo costiero di 1,324 km[5][20]. Al centro, raggiunge un'elevazione massima di 58 m s.l.m.[8]. (44°19′28″N 14°42′09″E)
- Pettine Inferiore[1] o Pettine d'Ostro[4] (Južni greben) è l'isolotto più a sud e il maggiore per area e sviluppo costiero. Di forma allungata, con una lingua di terra più stretta all'estremità meridionale, misura 980 m[21] di lunghezza e 205 m[22] di larghezza massima. Ha una superficie di 0,139 km²[5][17] e uno sviluppo costiero di 2,174 km[5][17]. Al centro, raggiunge un'elevazione massima di 38,4 m s.l.m.[8]. (44°19′07″N 14°42′40″E)

### Isole adiacenti
- Scoglio Crisizza o Crocetta piccola (Križica o Križica vela), un scoglio situato 1,85 km a sudest del gruppo.
- Križica mala, altro piccolo scoglio situato 360 m circa a sudest del precedente.

### Flora e fauna
Le isole e le acque circostanti fanno parte del sito di importanza comunitaria dei Pettini di Selve, istituito nel 2013. Entro i suoi confini si trovano degli importanti letti di Posidonia oceanica.

### Cartografia
- (HR) Mappa topografica della Croazia 1:25000, su preglednik.arkod.hr.